# Versus (Mr.Children專輯)
《Versus》，是日本樂團Mr.Children的第3張專輯。1993年9月1日發行。

## 簡介
前作《Kind of Love》約9個月之後發行。收錄了單曲Replay；《and I close to you》後來成為成名單曲《CROSS ROAD》的c/w曲。
奇數曲目風格傾向晦暗，偶數曲目風格則較明快，一暗一明地交錯凸顯著專輯標題的「Versus」。
初回限定盤的Jacket是3D設計。
專輯發售首週銷量約5萬張，在Oricon公信榜排行第3位，是首張進入Oricon前三位的專輯。同年Mr.Children以單曲《CROSS ROAD》，進入1994年更掀起了，使這張舊專輯非常長賣，最終銷量達到80.2萬張。

## 收錄曲目
1. Another Mind
2. 上大街去吧（メインストリートに行こう）
3. and I close to you
4. Replay
5. Marmalade Kiss（マーマレード・キッス）
6. 海市蜃樓（蜃気楼）
7. 逃亡者
8. LOVE
9. 到夢中說再見（さよならは夢の中へ）
10. my life

## 外部連結
- 唱片介紹 （页面存档备份，存于） Mr.Children官方網站